# Faverolles-la-Campagne
Faverolles-la-Campagne is een gemeente in het Franse departement Eure (regio Normandië) en telt 159 inwoners (1999). De plaats maakt deel uit van het arrondissement Évreux.

## Geografie
De oppervlakte van Faverolles-la-Campagne bedraagt 4,7 km², de bevolkingsdichtheid is 33,8 inwoners per km².
De onderstaande kaart toont de ligging van Faverolles-la-Campagne met de belangrijkste infrastructuur en aangrenzende gemeenten.

## Demografie
Onderstaande figuur toont het verloop van het inwonertal (bron: INSEE-tellingen).